# Dacus lagunae
Dacus lagunae är en tvåvingeart som beskrevs av Drew och Albany Hancock 1998. Dacus lagunae ingår i släktet Dacus och familjen borrflugor. Inga underarter finns listade i Catalogue of Life.